# Easy Lover
Easy Lover (у преводу, Лака љубавница) је песма коју су написали Фил Колинс, Нејтан Ист и Филип Бејли. Песму певају Фил Колинс и Филип Бејли. Песма се такође појавила на Бејлијевом албуму Chinese Wall. Спот за песму, који је сниман у Лондону, почиње са Бејлијем како долази до студија хеликоптером, пре него што Колинс и Бејли певају песму на разним местима, укључујући студио и локални ресторан.
Колинс је такође користио ову песму на својим наступима уживо и она се појављује на албуму уживо из 1990. године Serious Hits... Live!, као и на компилацији из 1998. године, .